# Zsigmond-torony (Wawel)
A Zsigmond-torony (lengyelül: Wieża Zygmuntowska) torony a Waweli székesegyházban, Krakkóban. A második legmagasabb torony az épületegyüttesben, védelmi célokkal emelték a 14. század első felében.

## Története
Építésétől kezdve csaknem száz éven át, a 15. század első évtizedeiig védelmi torony volt a Wawel-erődítmény részeként. Wojciech Jastrzębiec püspök működése idején azonban a szomszédos védfalakkal együtt a waweli székesegyház tulajdona lett és a templom épületegyüttesének részévé vált. A katedrális négy harangját függesztették fel benne, így a továbbiakban harangtoronyként szolgált.
A 16. században a tornyot ráépítéssel megmagasították, hogy el tudják helyezni benne a Zsigmond-harangot. Egyidejűleg a torony belsejében egy olyan tölgyfa tartószerkezetet építettek, ami nem támaszkodik a torony falához és máig áll.
1895-től 1899-ig felújítási munkákat végeztek a tornyon, és ennek során új, Sławomir Odrzywolski tervezte sisakkal borították. A kupola különböző stílusok elemeit vegyíti.

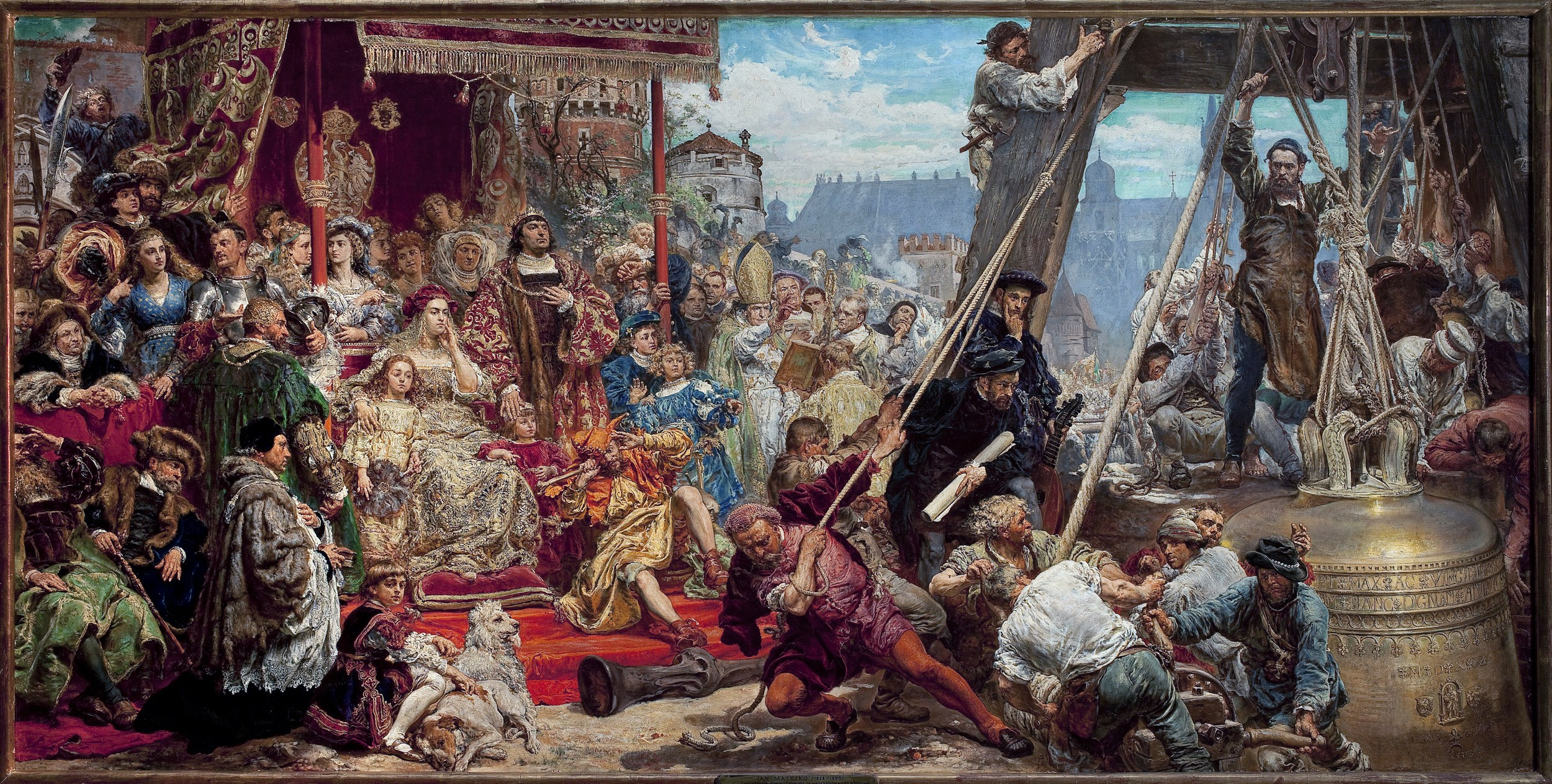
Jan Matejko: A Zsigmond-harang beemelése (1874)

## Harangok
Jelenleg öt harang található a toronyban:
- A Zsigmond-harang (Dzwon Zygmunt) Lengyelország legnagyobb harangja volt 1999-ig.
- A Bíboros harangját (Dzwon Kardynał) a székesegyház káptalanjának alapításakor öntötték és Zbigniew Oleśnicki bíborosnak ajánlották. A 19. században megsérült, amikor a Zsigmond-harang szíve kiszakadt.
- Az Orbán-harangot (Dzwon Urban) Nagy Kázmér király öntette 1364 körül. Hálából nevezték el V. Orbán pápáról, aki engedélyezte a Krakkói Akadémia megalapítását. Eredetileg Niepołomicéban állították fel, Zbigniew Oleśnicki bíboros 1450 körül vitette át a Wawelba. Összesen háromszor költöztették, utoljára 1757-ben.
- A Szaniszló-harangot (Dzwon Stanisław) Tęczyński-harangnak és Kis Zsigmond-harangnak is nevezik. 1463-ban öntette Jan Tęczyński krakkói várnagy meggyilkolt testvérének, Andrzejnak a lelki üdvéért. Az öntéskor a régebbi Nawoja-harang anyagát használták fel. Szent Szaniszlónak, a székesegyház és Lengyelország védőszentjének ajánlották.
- A Vencel-harangot (Dzwon Wacław) Głownik és Homicidalis néven is emlegetik. 1460 körül öntötték a székesegyház káptalanjának alapítása és Siennai Jakab krakkói püspök kinevezése alkalmával. Szent Vince tiszteletére ajánlották. A Głownik vagy Homicidalis („Gyilkos”) nevet 1462-ben ragasztották rá, amikor félreverték, miközben ártatlanokat végeztek ki Andrzej Tęczyński meggyilkolása miatt.

A harangok legfontosabb jellemzőiː
| Név              | Súly         | Átmérő   | Hang | Öntés éve |
| ---------------- | ------------ | -------- | ---- | --------- |
| Zsigmond-harang  | ok. 11000 kg | 242 cm   | g0   | 1520      |
| Szaniszló-harang | 6500 kg      | 189 cm   | d1   | 1463      |
| Orbán-harang     | 2628 kg      | 167,5 cm | h0   | 1757      |
| Bíboros harangja | 3400 kg      | 160 cm   | esz1 | 1455      |
| Vencel-harang    | 1800 kg      | 139 cm   | esz1 | 1462      |

## Galéria

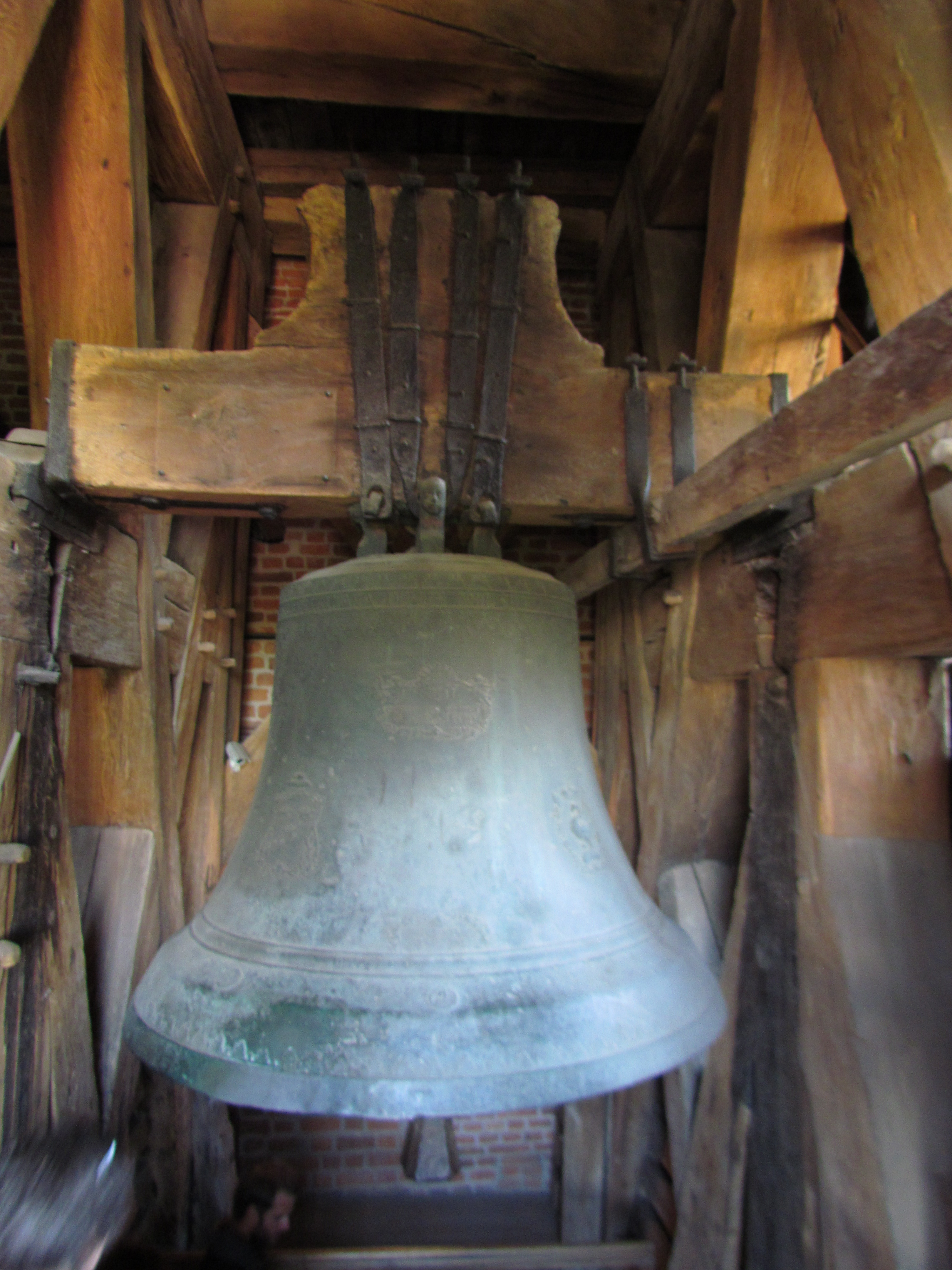
Orbán-harang
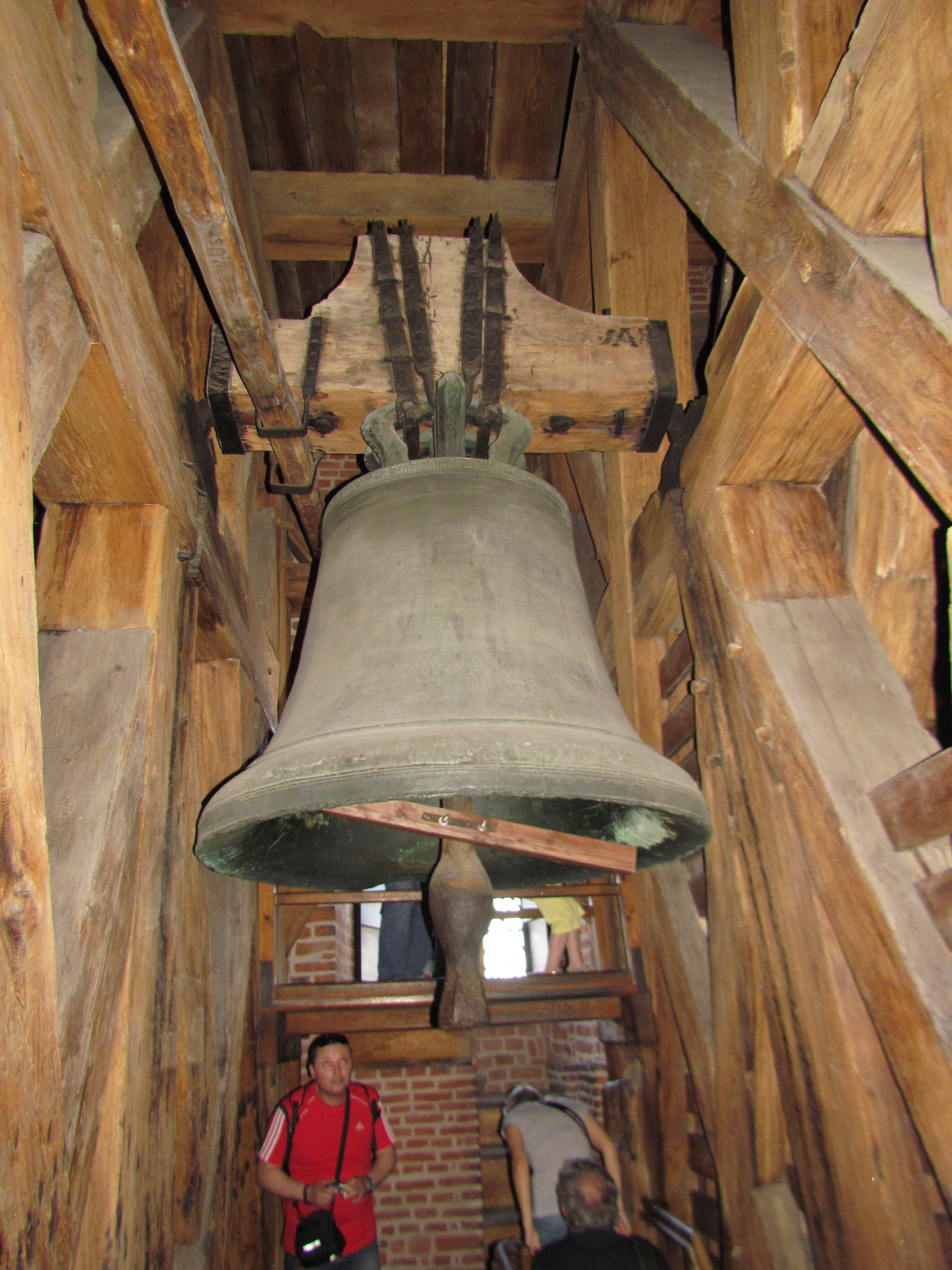
A bíboros harangja
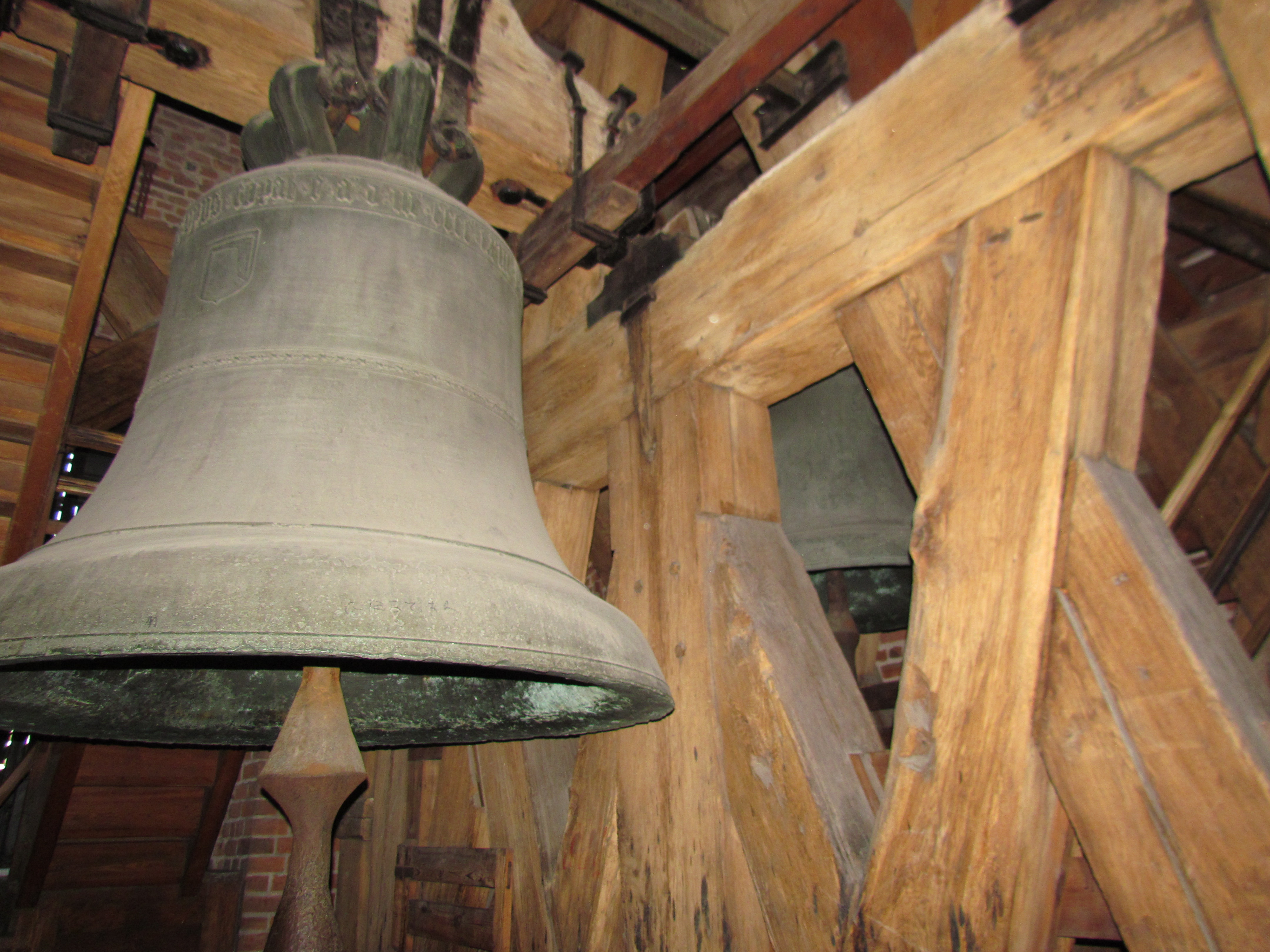
A Szaniszló- és a Vencel-harang
A torony látképe
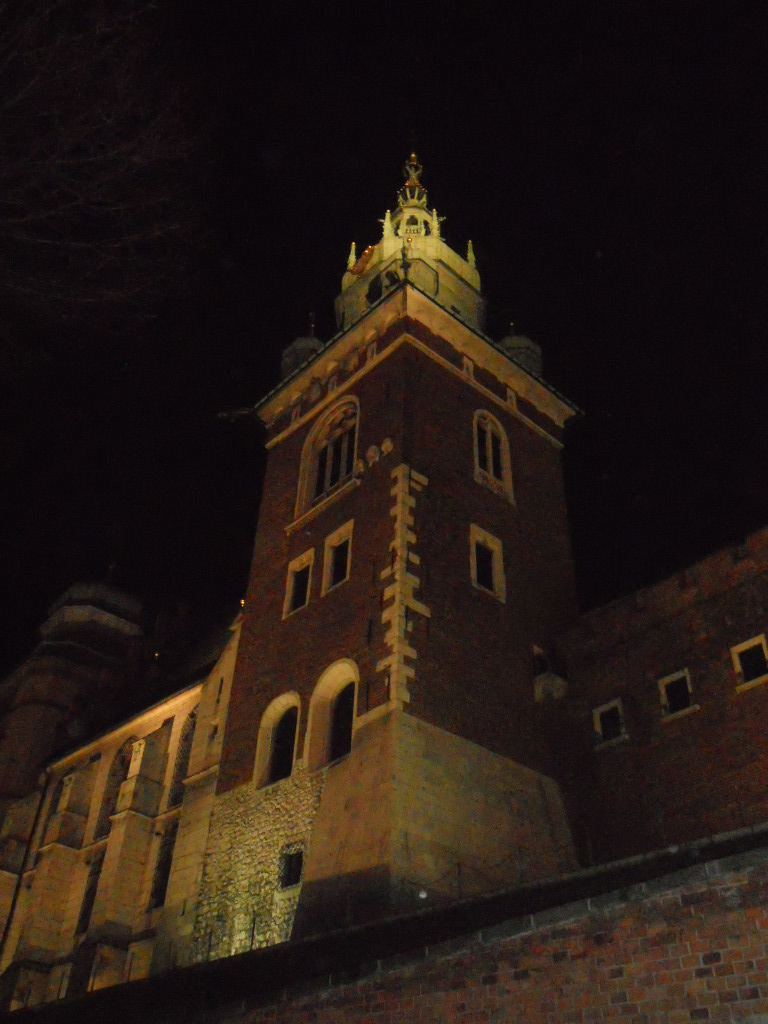
Esti látkép

## Fordítás
- Ez a szócikk részben vagy egészben a Wieża Zygmuntowska na Wawelu című lengyel Wikipédia-szócikk ezen változatának fordításán alapul.  Az eredeti cikk szerkesztőit annak laptörténete sorolja fel. Ez a jelzés csupán a megfogalmazás eredetét és a szerzői jogokat jelzi, nem szolgál a cikkben szereplő információk forrásmegjelöléseként.